# Antonin Louchard

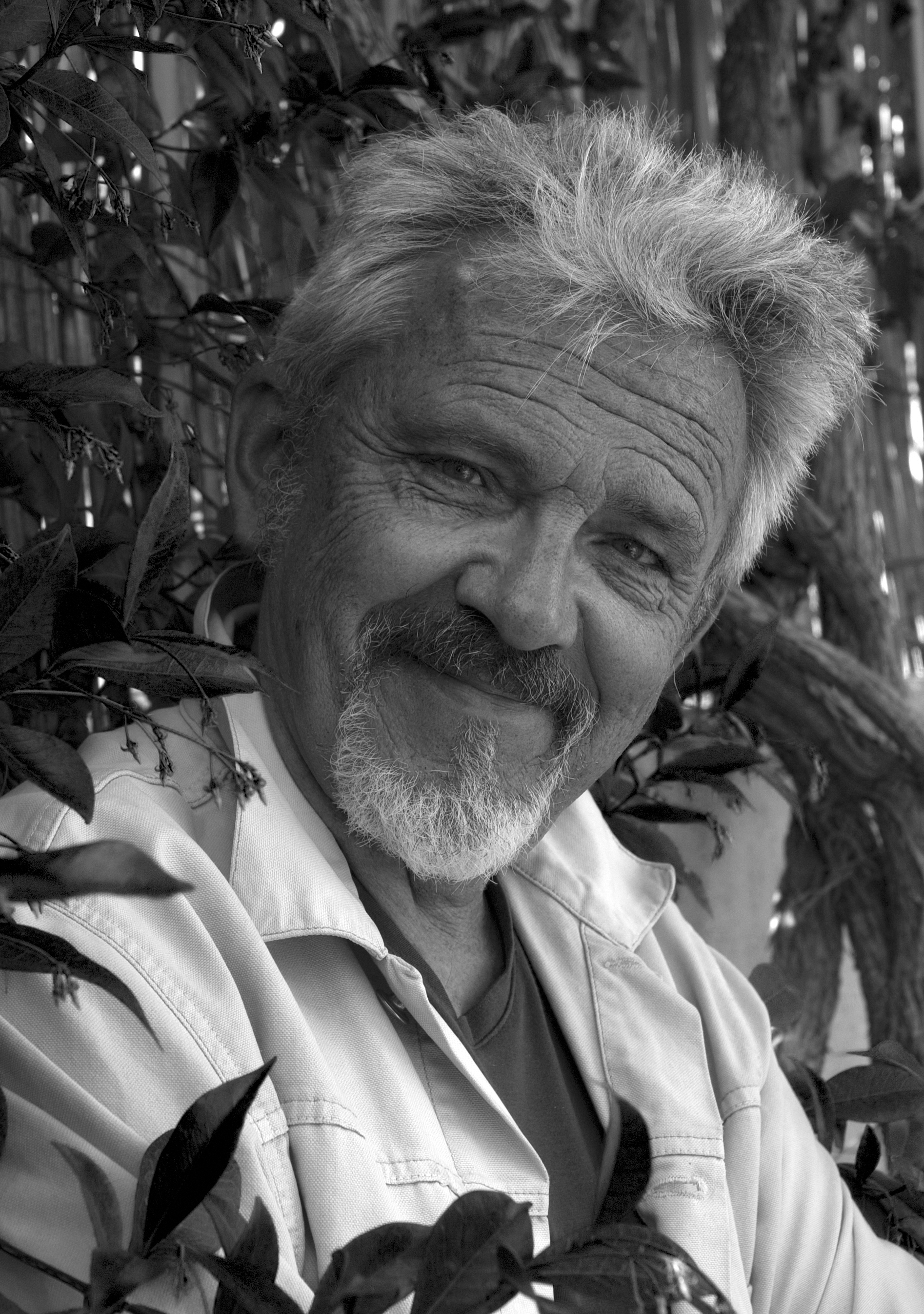
Antonin Louchard (2012)

Antonin Louchard (* 1954 in Bobo-Dioulasso, Burkina-Faso) ist ein französischer Illustrator.
Louchard wuchs in Rennes auf. In Lorient studierte er Malerei und Grafik, in Paris Philosophie und Politik. In den 1980er-Jahren war er journalistisch tätig, seit 1990 arbeitet er ausschließlich als Maler, Grafiker und Jugendbuchautor. Er ist Vater von drei Kindern.

## Werke und Auszeichnungen
- „Die ganze Welt“ (mit Katy Couprie), Gerstenberg Verlag 2008, ISBN 978-3-8369-4954-5
  - Deutscher Jugendliteraturpreis 2002 in der Kategorie „Bilderbuch“
  - Eule des Monats 09/2001
- "Dans Paris, il y a…" (Text: Paul Éluard), 2001
- "Le trésor des dindons. Une aventure d'Emma la poule" (Text: Claudine Aubrun), 2002
- "Le bateau de la petite bête", 2006
- "Tout un Louvre" (mit Katy Couprie), 2005; dt. "Die ganze Kunst"
  - Lektorix August 2006
  - LUCHS 175 August 2001
- "Pomme de reinette et pomme d'api", 2005
- "Allô ! La petite bête", 2004
- "Bouh ! La petite bête", 2004
- "Guten Appetit!" (mit Katy Couprie)
  - Eule des Monats 04/2003
- „Au jardin“ (mit Katy Couprie), 2003; dt. "Mein Garten"
- „Une Plume dans le whisky“, 2003

| Personendaten    | Personendaten             |
| ---------------- | ------------------------- |
| NAME             | Louchard, Antonin         |
| KURZBESCHREIBUNG | französischer Illustrator |
| GEBURTSDATUM     | 1954                      |
| GEBURTSORT       | Bobo-Dioulasso            |